# بيت سواء (أرحب)

تعديل مصدري - تعديل

بيت سواء هي إحدى قرى عزلة شاكر بمديرية أرحب التابعة لمحافظة صنعاء، بلغ تعداد سكانها 276 نسمة حسب تعداد اليمن لعام 2004.